# Europa Palace
L‘Europa Palace est un ferry appartenant à la compagnie italienne Grimaldi Lines. Construit entre 1999 et 2001 aux chantiers Howaldtswerke-Deutsche Werft de Kiel en Allemagne pour la compagnie grecque Superfast Ferries, il portait à l'origine le nom de Superfast VI (en grec : Σουπερφαστ VI, Souperfast VI). Prévu pour être livré en 2000, sa mise en service sur les lignes entre la Grèce et l'Italie n'interviendra qu'en mars 2001 en raison de problèmes techniques survenus durant sa construction. Vendu en 2013 à la société malaisienne Genting, il est utilisé pour des croisières entre Miami et le Resorts World Bimini, complexe touristique des Bahamas appartenant au groupe Genting, sous le nom de Bimini Superfast. Son exploitation étant toutefois interrompue en 2016, il est racheté par l'armateur italien Grimaldi Lines et prend le nom de Cruise Olbia pour être employé sur les lignes entre l'Italie continentale et la Sardaigne. À partir de février 2021, il est transféré sur les liaisons entre l'Italie et la Grèce sous le nom d‘Europa Palace.

## Histoire

### Origines et construction
À la fin des années 1990, la compagnie Superfast Ferries essuie une concurrence de plus en plus rude avec ses rivales Minoan Lines et ANEK Lines sur les lignes entre la Grèce et l'Italie. Depuis l'introduction des car-ferries rapides par Superfast en 1995, les principaux opérateurs de la mer Adriatique ont tous équipé leurs flottes d'unités similaires, à commencer par Minoan Lines dès 1997. Afin de se maintenir au niveau de ses concurrents, d'autant plus qu'ANEK Lines prévoit également la mise en service de navires rapides très imposants pour 2000, Superfast décide de la construction d'une troisième paire de car-ferries prévus pour supplanter les Superfast III et Superfast IV, pourtant très récents. Deux nouveaux navires baptisés Superfast V et Superfast VI sont ainsi commandés aux chantiers Howaldtswerke-Deutsche Werft de Kiel en Allemagne, en même temps que quatre autres navires jumeaux destinés quant à eux aux futures lignes de Superfast en Europe du Nord.
Les Superfast V et Superfast VI reprennent dans leur ensemble les caractéristiques principales des Superfast III et Superfast IV tout en bénéficiant d'améliorations par rapport à la précédente paire. Ils sont en effet légèrement plus imposants et dotés d'une capacité sensiblement plus élevée avec plus de 1 600 passagers et 1 000 véhicules.
Le Superfast VI est mis sur cale à Kiel le 29 juin 1999 et lancé le 11 mars 2000. Prévu pour être achevée à la fin de l'année 2000, la construction du navire sera retardée en raison de problèmes techniques. Une défaillance est tout d'abord constatée au niveau du transmetteur de puissance lors des essais en mer de son jumeau. Étant équipé d'une installation similaire, le Superfast VI doit lui aussi rester au chantier afin que le défaut soit corrigé. En raison d'autres défaillances identifiées sur le Superfast V, le Superfast VI est achevé avant celui-ci alors que sa construction a pourtant débuté après celle de son sister-ship. Lorsqu'il réalise ses essais en mer le 10 janvier 2001, le navire est victime d'un problème au niveau de ses moteurs qui sera toutefois rapidement résolu. Il finalement livré le 6 février à Superfast Ferries.

### Service

#### Superfast Ferries (2001-2013)

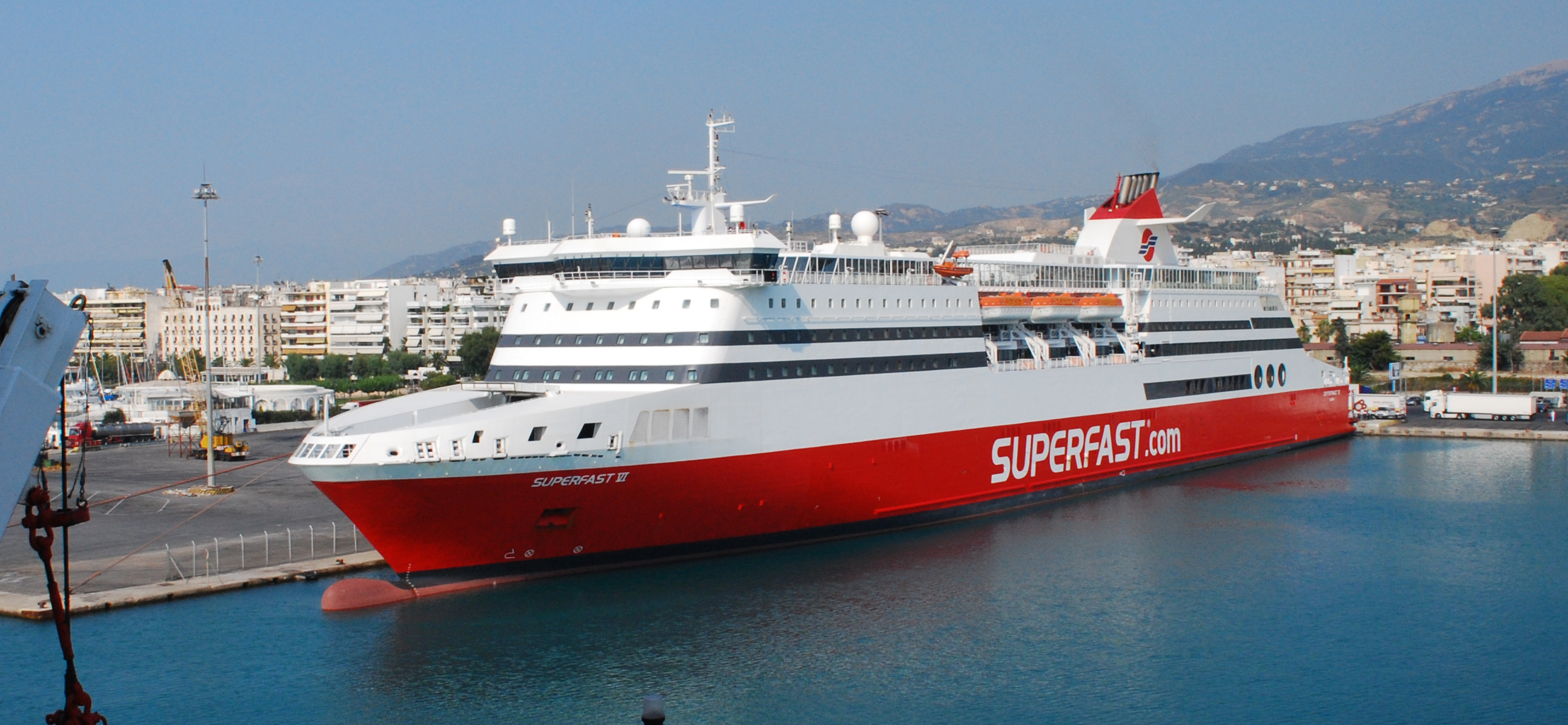
Le Superfast VI à Patras en 2009.

Après avoir quitté l'Allemagne le 8 février 2001 pour rejoindre la Méditerranée, le Superfast VI commence son exploitation commerciale le 2 mars entre Patras, Igoumenitsa et Ancône.
À la fin des années 2000, en raison de la crise touchant le marché des lignes maritimes grecques, Superfast Ferries décide de réduire sa flotte. Après la vente du Superfast V à la compagnie bretonne Brittany Ferries en 2010, le Superfast VI est cédé le 8 mars 2013 au conglomérat malaisien Genting.

#### Genting Group (2013-2016)
Réceptionné par son nouveau propriétaire, le navire est renommé Bimini Superfast. Après quelques transformations effectuées entre avril et mai à Malaga, il quitte la Méditerranée à destination des États-Unis. Le navire est prévu pour effectuer des croisières de deux ou trois nuits entre Miami et le Resorts World Bimini, important complexe touristique détenu par le groupe Genting, situé dans l'archipel des Bimini aux Bahamas.
Censé effectuer sa première croisière le 6 juin 2013, le navire se verra cependant essuyer un refus de naviguer dans les eaux américaines de la part des garde côtes en raison de problèmes administratifs liés à l'équipage et au navire ne respectant pas les normes de sécurité. Les différends sont toutefois réglés quelques semaines plus tard et le Bimini Superfast est autorisé à prendre la mer le 20 juin.
Le navire opère alors des croisières de deux à trois nuits entre Miami et le Resorts World Bimini. Le navire quitte principalement Miami à 19h, passe deux ou trois nuits aux Bimini et revient à Miami à 13h le troisième ou le quatrième jour. La traversée dure environ trois heures. Les passagers sont tenus d'avoir un passeport s'ils séjournent sur l'archipel, mais cela n'est pas obligatoire s'ils logent sur le navire. Avant l'inauguration d'un quai sur l'une des îles le 18 septembre 2014, les passagers étaient transférés du Bimini Superfast à la terre ferme au moyen de navettes. Avec l'aménagement du quai, ils descendent directement du car-ferry. Le navire devait initialement, en plus de ces croisières, réaliser de temps en temps des escapades dans les eaux internationales en tant que casino flottant. Ce projet sera cependant bloqué par le gouvernement américain, toujours en raison de problèmes administratifs.
En janvier 2016, le groupe Genting annonce l'arrêt de l'exploitation du Bimini Superfast. Le navire achève sa dernière croisière le 10 janvier puis est désarmé à Miami. Il est finalement revendu le 3 mars à l'armateur italien Grimaldi Lines pour 65 millions de dollars.

#### Grimaldi Lines (depuis 2016)

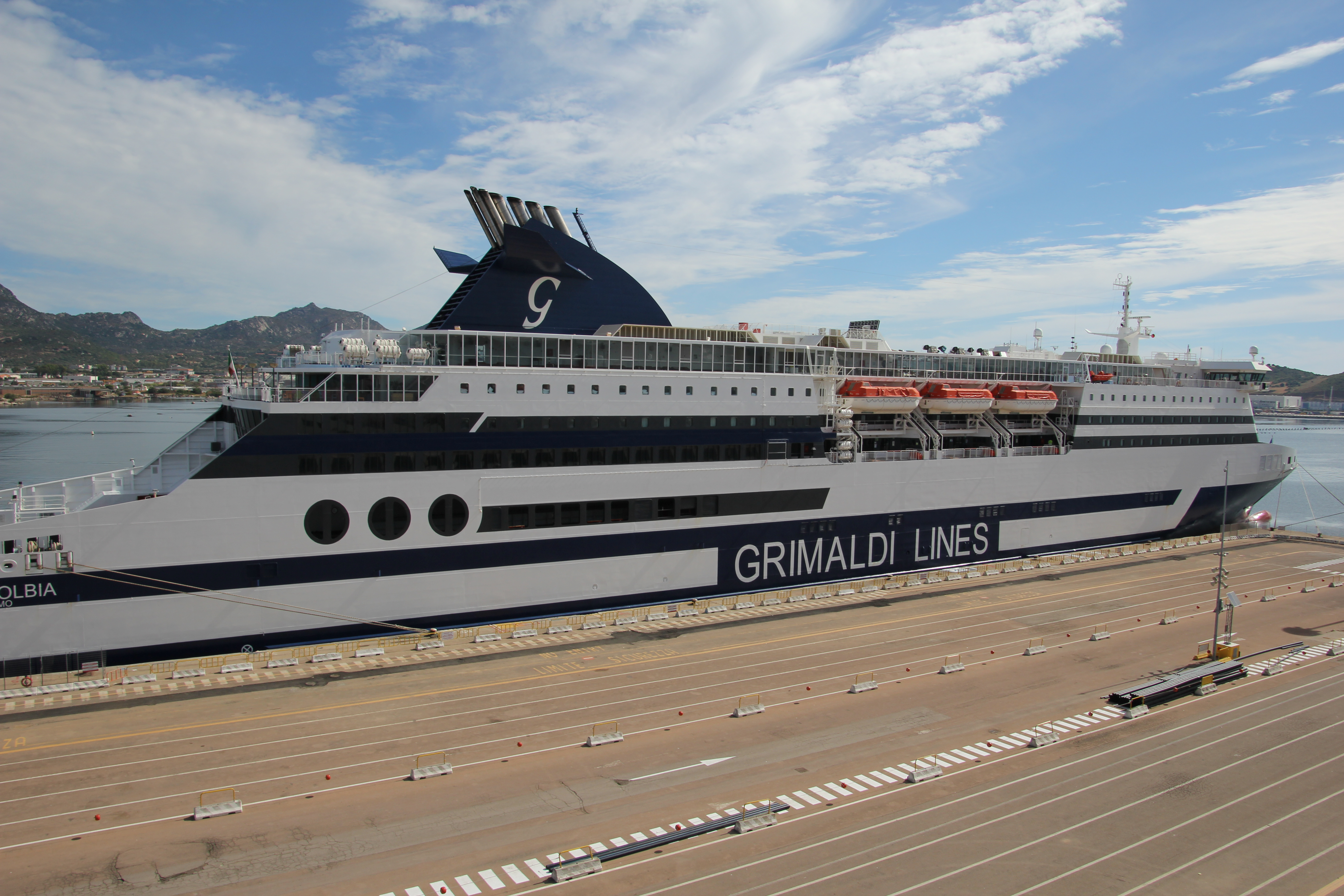
Le Cruise Olbia à Olbia en 2016.

Renommé Cruise Olbia le 15 mars, le navire quitte ce même jour les États-Unis pour retrouver la Méditerranée. Transformé aux chantiers de Beşiktaş en Turquie, il rejoint l'Italie en avril. Le navire commence ses rotations le 18 avril 2016 entre Livourne et Olbia, en Sardaigne.
Durant son arrêt technique effectué à la fin de l'année 2019 aux chantiers Palumbo de Messine, en Sicile, le navire se voit équipé d'épurateurs de fumées, communément appelés scrubbers, visant à réduire ses émissions de soufre, au niveau de sa cheminée.
En février 2021, Grimaldi Lines décide de transférer au sein de sa flotte les navires Cruise Olympia et Cruise Europa afin de renforcer ses liaisons entre l'Italie continentale et la Sardaigne. En conséquence, le Cruise Olbia est redéployé sur les lignes de l'Adriatique entre l'Italie et la Grèce. Rebaptisé Europa Palace, il est affecté à partir du 26 février entre Ancône et Patras, liaison qu'il effectuait auparavant sous les couleurs de Superfast Ferries et pour laquelle il a été conçu.

## Aménagements
L’Europa Palace possède 9 ponts. Bien que le navire s'étende en réalité sur 11 ponts, les ponts 4 et 6, au niveau des garages, sont inexistants, bien qu'ils soient tout de même comptés. Les locaux des passagers couvrent la totalité des ponts 7 et 8 et une partie des ponts 9 et 10. L'équipage loge pour sa part sur la partie avant du pont 9. Les ponts 3 et 5 sont entièrement consacrés au garage ainsi que la partie avant des ponts 1 et 2.

### Locaux communs
Conçu pour être employé sur une ligne relativement longue, l’Europa Palace est équipé en conséquence au niveau de ses installations pour les passagers. Ceux-ci disposent sur le pont 7 de deux espaces de restauration (à la carte, buffet), trois bars (bar-salon, bar-discothèque, brasserie-bar) ainsi qu'une boutique et un casino. Un bar-lido avec piscine est également présent sur le pont 10 au centre du navire.

### Cabines
L’Europa Palace possède 265 cabines situées sur majoritairement sur le pont 8 mais aussi à l'avant du pont 7 et à l'arrière du pont 9. D'une capacité de deux à quatre personnes, toutes sont pourvues de sanitaires complets comprenant douche, WC et lavabo. Certaines d'entre elles sont des suites et d'autres sont adaptées aux personnes à mobilité réduite.

## Caractéristiques
L’Europa Palace mesure 203,90 mètres de long pour 25 mètres de large, son tonnage est de 32 728 UMS. Le navire a une capacité de 1 608 passagers et possède un garage de 1 926 mètres linéaires pouvant contenir 1 000 véhicules répartis sur quatre niveaux ainsi que 110 remorques. Le garage est accessible par deux portes rampes situées à la poupe et une porte rampe avant. La propulsion de l’Europa Palace est assurée par quatre moteurs diesels Wärtsilä-Sulzer NSD 16 ZAV 40S développant une puissance de 46 080 kW entrainant deux hélices faisant filer le bâtiment à une vitesse de 28 nœuds. Le navire possède six embarcations de sauvetage de grande taille, une embarcation semi-rigide de secours et plusieurs radeaux de sauvetage. Depuis 2019, l’Europa Palace est équipé de scrubbers, dispositifs d'épuration des fumées rejetées par les cheminées réduisant ainsi les émissions de soufre.

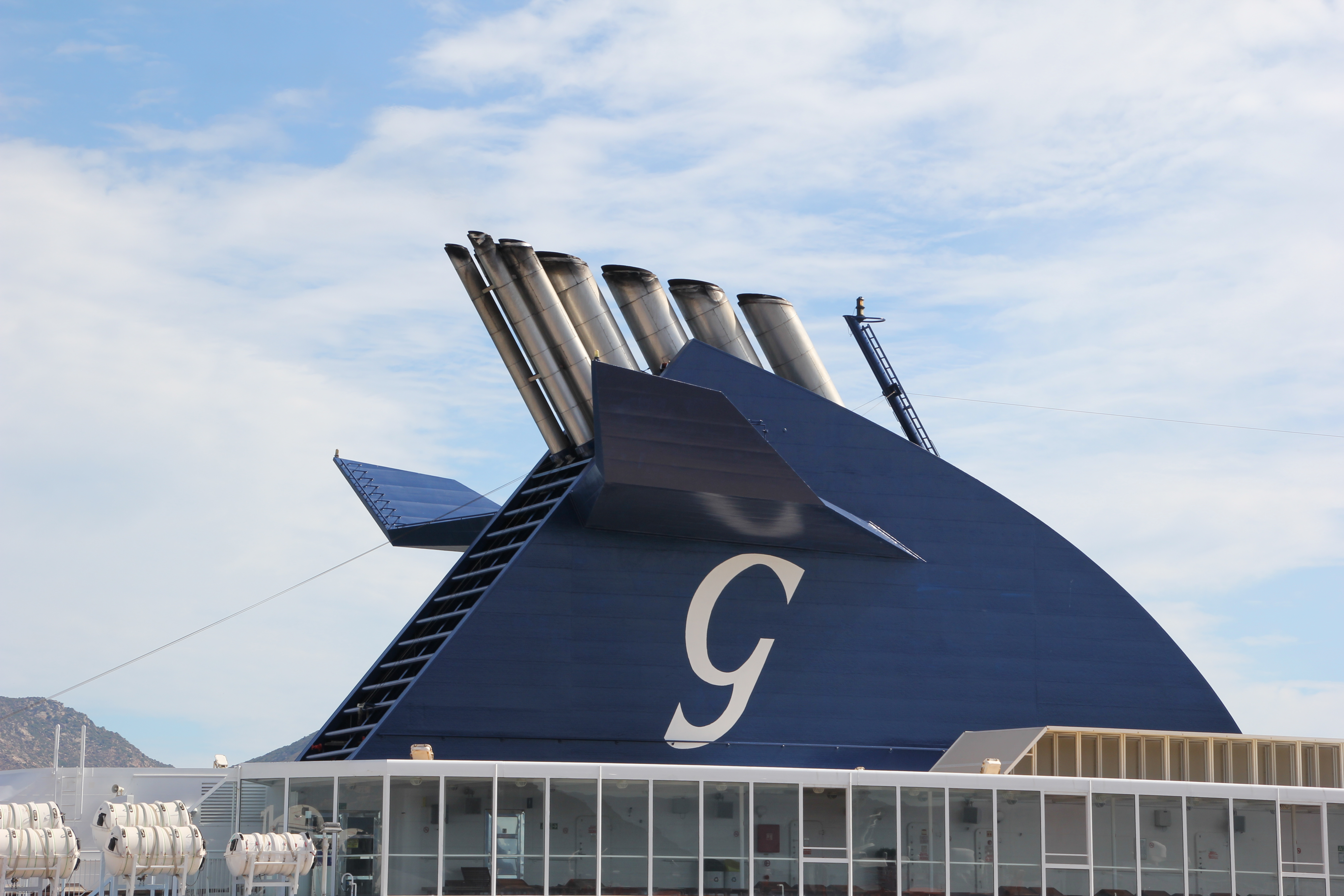
Cheminée unique du navire.
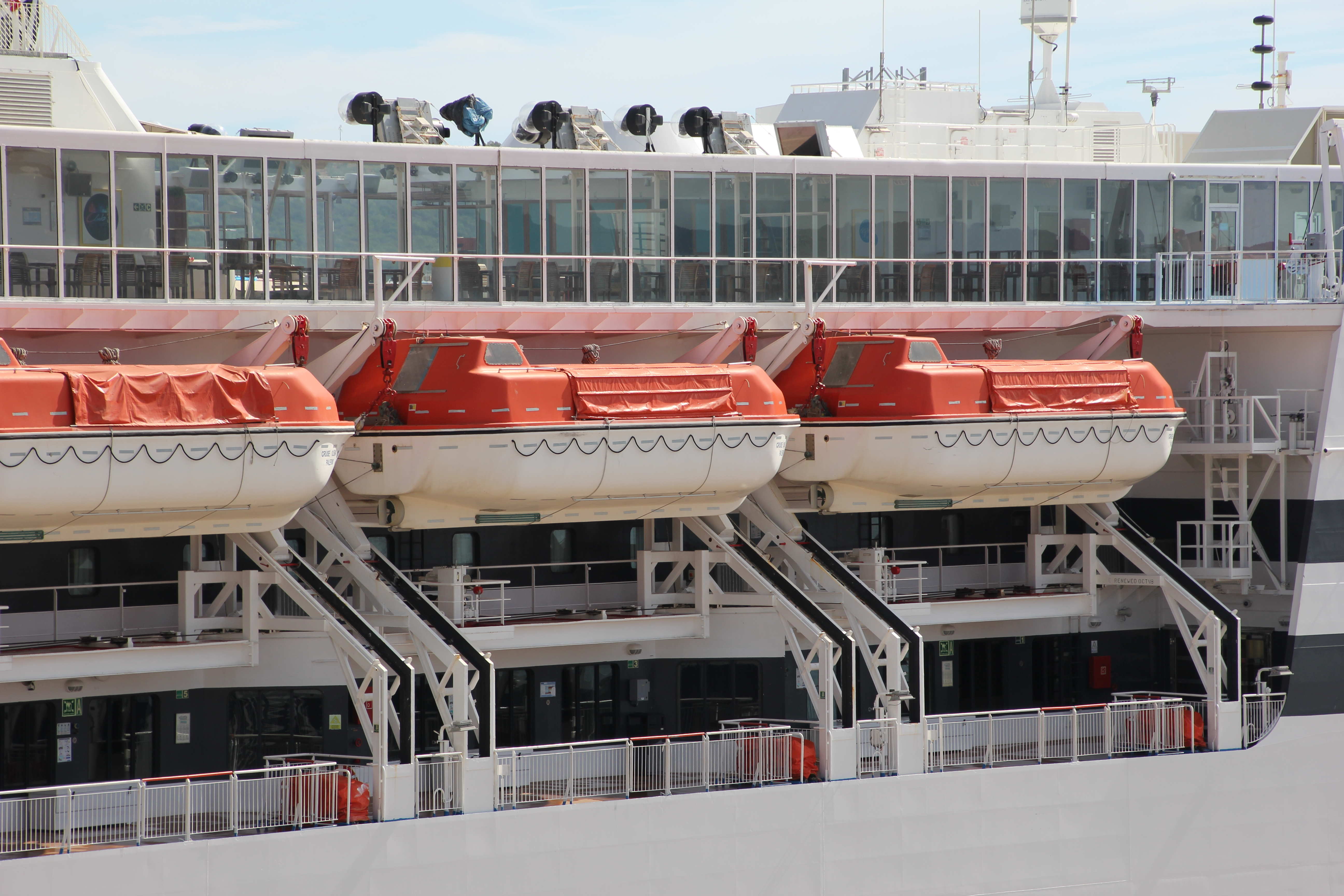
Embarcations de sauvetage à tribord.

## Lignes desservies
Pour Superfast Ferries de 2001 à 2013, le Superfast VI effectuait la liaison entre la Grèce et l'Italie sur la ligne Patras - Igoumenitsa - Ancône ainsi que sur Patras - Igoumenitsa - Bari.
Pour la société Bimini Superfast de 2013 à 2016, le navire réalisait des croisières de deux à trois jours dans l'archipel des Bimini aux Bahamas, au départ de Miami.
Entre 2016 et 2021, le Cruise Olbia navigue pour la compagnie Grimaldi Lines entre l'Italie continentale et la Sardaigne, principalement sur la ligne Livourne - Olbia mais aussi sur Civitavecchia - Olbia. À partir de 2021, il est transféré sur les liaisons de Grimaldi entre l'Italie et la Grèce et retrouve la ligne Ancône - Igoumenitsa - Patras.